# Jacob Bronowski
Jacob Bronowski (ur. 18 stycznia 1908 w Łodzi, zm. 22 sierpnia 1974 w East Hampton) – brytyjski pisarz i naukowiec żydowskiego pochodzenia urodzony w Polsce.

## Życiorys
Jego rodzicami byli: Abram Bronowski (właściciel firmy z artykułami pasmanteryjnymi, która prowadziła handel pomiędzy Polską a Londynem) oraz Celia Flatto. Gdy Niemcy okupowały Polskę podczas pierwszej wojny światowej, rodzina Bronowskich wyemigrowała do Niemiec, gdzie mieszkali do końca wojny. W 1920 przeprowadzili się do Londynu.
Bronowski zdobył stypendium z matematyki w Jesus College na Uniwersytecie Cambridge i tam rozpoczął studia matematyczne. Podczas studiów był współredaktorem, razem z Williamem Empsonem, literackiego czasopisma „Experiment”, które po raz pierwszy ukazało się w 1928 roku. Uhonorowany tytułem Senior Wrangler w 1930 roku.
Życie młodego „Bruna” - jak mówili na niego znajomi - nie było łatwe, kiedy przyjechał do Wielkiej Brytanii i nie znał angielskiego. To oznaczało trudności na początku w Central Foundation School w Londynie. W szkole wkrótce znalazł część wspólną dla swoich dwóch pasji – literatury i nauki. 
Pisał później:
Wraz z dorastaniem stawałem się obojętny na różnice pomiędzy literaturą i nauką, co w okresie mojej młodości było proste, nabywałem doświadczenia ucząc się dwóch języków jednocześnie.
Bronowski napisał doktorat z geometrii algebraicznej. Był także poetą (mieszkał niedaleko Laury Riding i Roberta Gravesa na Majorce w latach 30.)
Lata 50. ujawniły zmianę w zainteresowaniach Bronowskiego. Wyrażał siebie poprzez słowa:

Jestem matematykiem działającym w fizyce, który został wciągnięty w nauki życia w średnim wieku poprzez serię szczęśliwych szans.

Kiedy zainteresował się biologią, został współzałożycielem i od 1964 dyrektorem Instytutu Salka.
Jego córką jest brytyjska uczona Lisa Jardine.

## Twórczość pisarska
- The Origins of Knowledge and Imagination („Źródła wiedzy i wyobraźni.”, PiW, 1984, ISBN 83-06-01051-5)
- The Poet's Defence
- William Blake and the Age of Revolution ISBN 0-7100-7277-5 (hardcover) ISBN 0-7100-7278-3 (pbk.)
- Potęga wyobraźni, PIW, 1988, ISBN 83-06-01308-5 (wyd. ang. The Ascent of Man, ISBN 0-613-12463-4, związana z dokumentalnym serialem telewizyjnym BBC The Ascent of Man)
- The Face of Violence
- The Common Sense of Science
- Science and Human Values
- Insight (the book of the BBC TV series Insight)
- The Identity of Man
- Nature and Knowledge: The Philosophy of Contemporary Science
- William Blake, 1757-1827; a man without a mask
- The Western Intellectual Tradition
- A Sense of the Future

## Pozostała twórczość
- autor serialu dokumentalnego telewizji BBC The Ascent of Man, który zainspirował Carla Sagana do stworzenia popularnonaukowego serialu telewizyjnego pt. Cosmos.